# Hendrick Motorsports

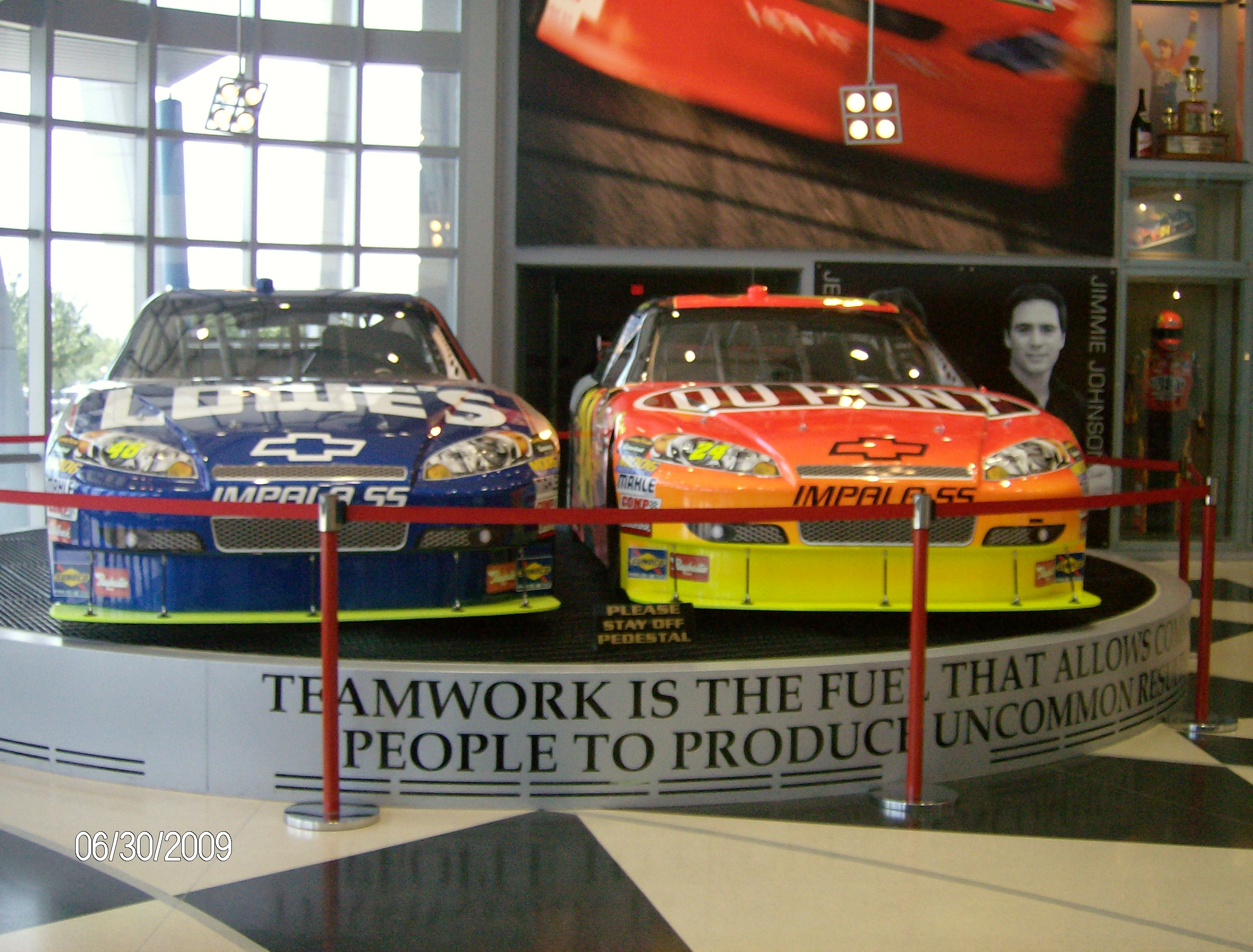
Jeff i Jimmie

Hendrick Motorsports (HMS) o abans conegut com a All-Star Racing és un equip de carreres d'actuacions dels Estats Units, fundada per Rick Hendrick. L'equip va competir en la NASCAR Cup Series. Kasey Kahne, Jeff Gordon, Jimmie Johnson o Dale Earnhardt Jr., entre altres han estat pilots d'HMS.